# کالامین
کالامین (انگلیسی: Calamine) یک نام تاریخی برای کانسنگ روی است. این نام از "lapis calaminaris" لاتین گرفته شده که خود برگرفته از کلمه یونانی "cadmia" به معنای کلی سنگ معدن روی است. نام شهر کلمی بلژیک (La Calamine به فرانسوی) که یک معدن روی در آن قرار داشت، از همین ریشه گرفته شده است. در قرن ۱۸ و ۱۹، معادن بزرگ این سنگ معدن در نزدیکی روستای برنیگربرگ آلمان یافت می‌شدند.
در اوایل قرن ۱۹ میلادی، کشف شد که آنچه قبلاً یک سنگ معدن واحد تصور می‌شد، در واقع دو کانی متمایز است: کربنات روی (\text{ZnCO}_3) که به اسمیت‌زونیت معروف است و سیلیکات روی (\text{Zn}_4\text{Si}_2\text{O}_7(\text{OH})_2\cdot\text{H}_2\text{O}) که همی‌مورفیت نام دارد. با وجود تفاوت‌های شیمیایی و بلوری، این دو کانی از نظر ظاهری بسیار شبیه هستند و بدون تحلیل‌های شیمیایی یا فیزیکی دقیق به راحتی قابل تشخیص نیستند. جیمز اسمیت‌زون، شیمی‌دان و کانی‌شناس بریتانیایی، اولین کسی بود که در سال ۱۸۰۳ این دو کانی را از هم جدا کرد. با این حال، در صنعت معدن، اصطلاح کالامین همچنان به‌طور تاریخی برای هر دو کانی به صورت عمومی استفاده می‌شد.
در علم کانی‌شناسی، کالامین دیگر یک اصطلاح معتبر محسوب نمی‌شود. این نام با اسمیت‌زونیت و همی‌مورفیت جایگزین شده است تا از لوسیون کالامین، که مخلوطی صورتی از اکسید روی (\text{ZnO}) و اکسید آهن (III) (\text{Fe}_2\text{O}_3) است، متمایز شود.
در اوایل تاریخ، در قرن ۱۶، تقاضا برای برنج (latten) در انگلستان به دلیل نیاز به شانه‌های سیمی برای کارت‌زنی پشم و همچنین قطعات برنجی که با چکش‌کاری ورق برنج در آسیاب باتری ساخته می‌شدند، افزایش یافت. تنها روش شناخته‌شده برای تولید آلیاژ برنج، حرارت دادن مس و کالامین با هم در فرایند سمانتاسیون بود. در سال ۱۵۶۸، یک منشور سلطنتی به «انجمن معادن و کارهای باتری» اعطا شد تا به دنبال این کانی بگردند و برنج تولید کنند و وابستگی به فلز وارداتی از آلمان را کاهش دهند. در سال ۱۷۳۸، ویلیام چمپیون، بنیان‌گذار برنج‌سازی بریستول، حق ثبت اختراع را برای کاهش کالامین در مقیاس بزرگ برای تولید شمش روی (spelter) دریافت کرد. معادن کالامین بسیاری در شیفام، نزدیک کارخانه‌های برنج‌سازی ویلیام چمپیون، وجود داشت. در سال ۱۶۸۴، مقاله‌ای به انجمن سلطنتی ارائه شد که خواص دارویی و دامپزشکی این ترکیب را به صورت پودر ریز شرح می‌داد. با این حال، تا سال ۱۹۹۲، هیچ مکانیسم اثری برای این پودر شناسایی نشده بود و تنها اثر پزشکی این کانی پودر شده، توانایی آن در جذب رطوبت ترشح شده از پوست تحریک‌شده و ترشح‌کننده بود.